# 李蜜娜
李蜜娜（西班牙語：Mirna Mariela Rivera Andino，1996年—）是尼加拉瓜外交官，為末任尼加拉瓜駐中華民國大使。

## 生平

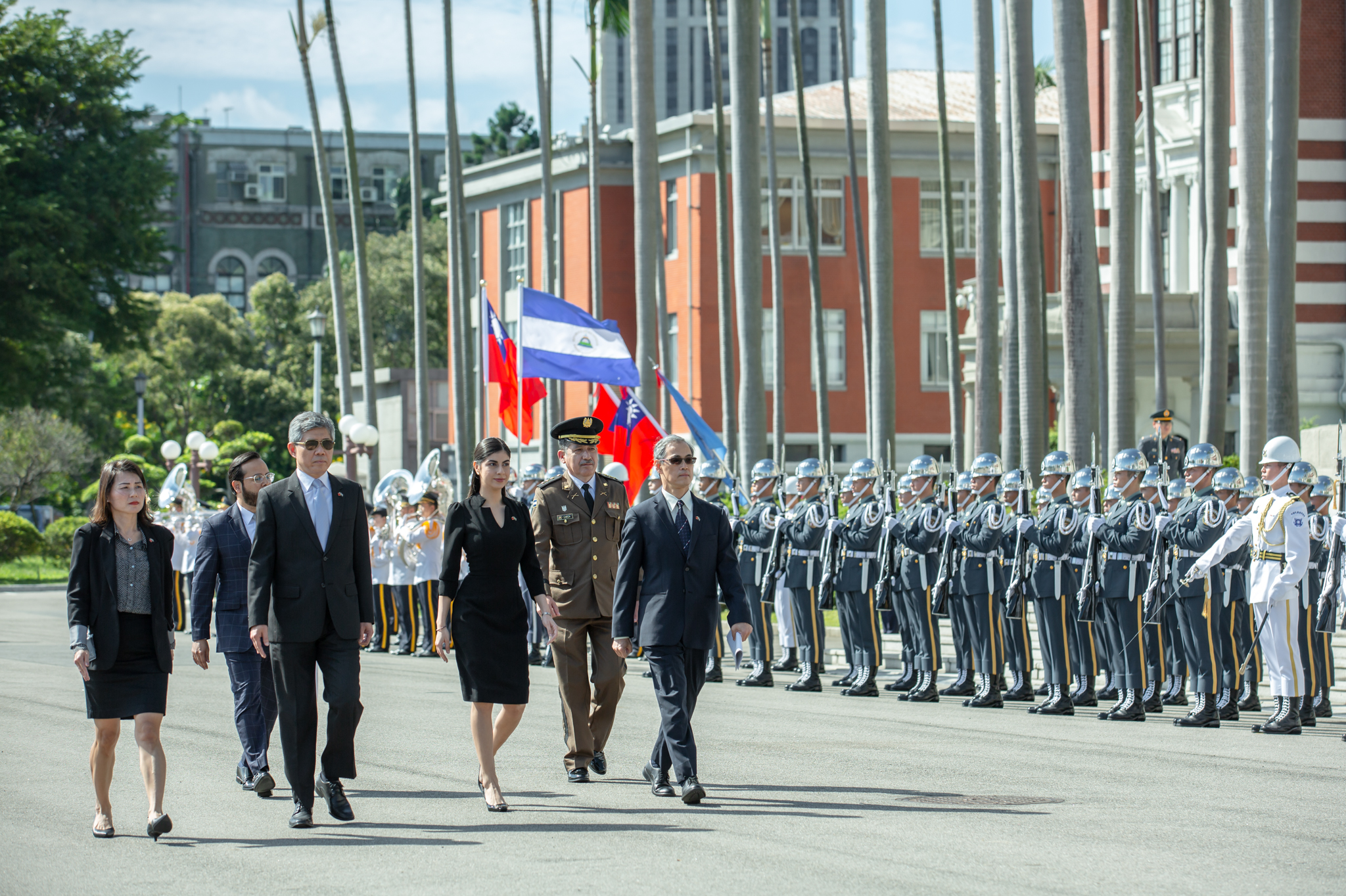
李蜜娜（右3）前往中華民國總統府向總統蔡英文呈遞到任國書

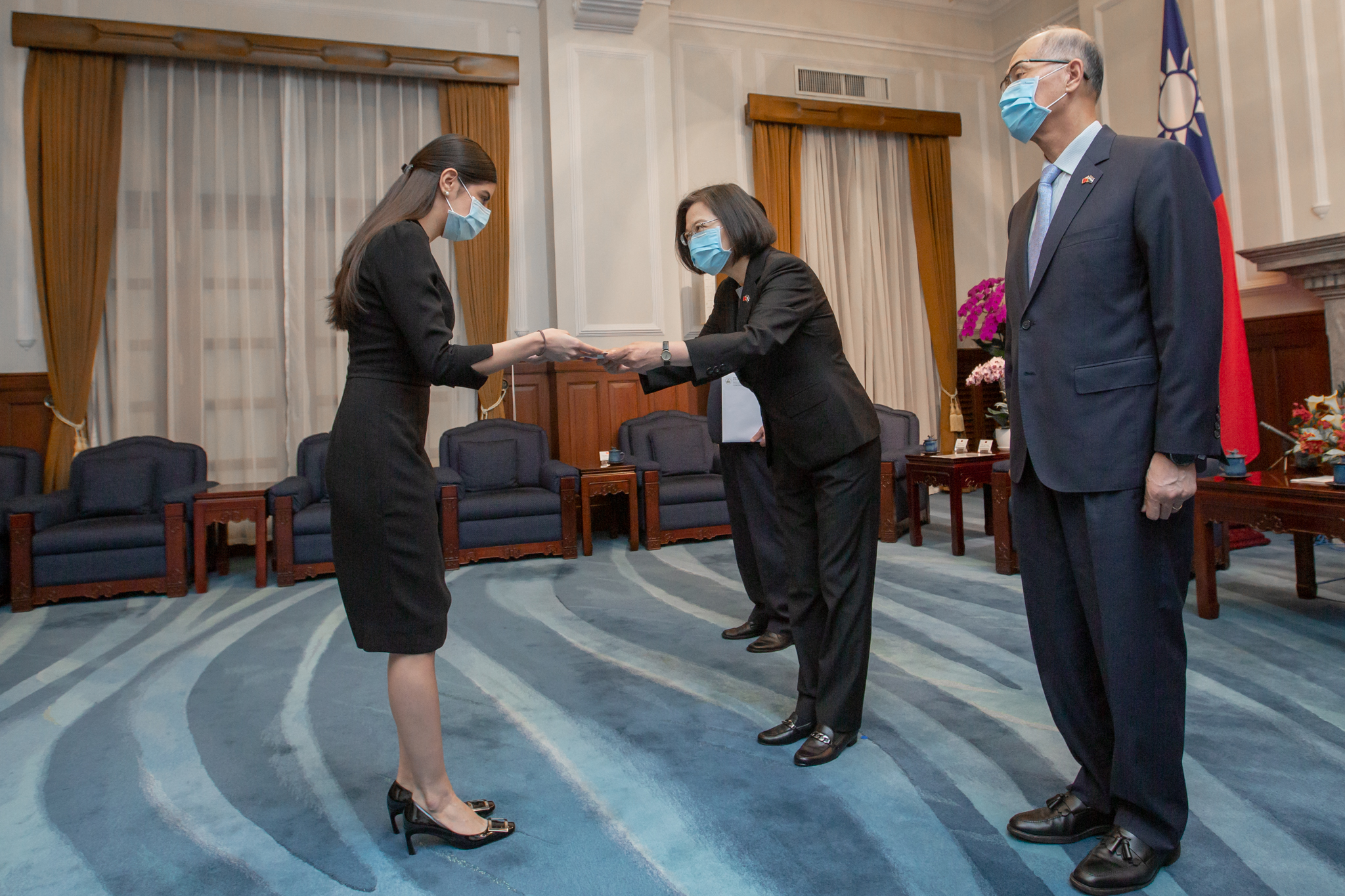
總統蔡英文接受李蜜娜呈遞到任國書

李蜜娜係中華民國外交部臺灣獎學金之受獎生，大學期間來臺灣就讀銘傳大學國際學院國際企業系，2018年畢業。
2019年10月，李蜜娜成為尼加拉瓜常駐聯合國日內瓦分部代表團參事，後進入尼加拉瓜駐華大使館短暫擔任公使；2020年8月6日，她獲任命為尼加拉瓜駐華大使，10月26日向時任中華民國總統蔡英文呈遞到任国书，正式就任。在大使任內，李蜜娜曾出席公開場合暢談當年學習歷程，也強調擔任大使後成為兩國雙邊邦誼重要橋梁之角色。
2021年12月，尼加拉瓜與中華民國中斷外交關係，李蜜娜隨即卸任。